# Coxen Hole
Coxen Hole är en departementshuvudort i Honduras.   Den ligger i kommunen Roatán och departementet Departamento de Islas de la Bahía, i den norra delen av landet, 260 km norr om huvudstaden Tegucigalpa. Coxen Hole ligger 8 meter över havet och antalet invånare är 7 514. Den ligger på ön Isla de Roatán.
Terrängen runt Coxen Hole är platt. Havet är nära Coxen Hole åt sydväst.  Coxen Hole är det största samhället i trakten. 